# The Scream
The Scream — дебютний студійний альбом британського рок-гурту Siouxsie and the Banshees, випущений 13 листопада 1978 року лейблом Polydor Records. Новаторське поєднання гостроподібної та «зубчастої» гітари з басовим ритмом та «машинними» барабанами, зіграними переважно на томах, зробило його піонерським твором у жанрі постпанк.
The Scream отримав широке визнання критиків; його вважали оригінальним музичним явищем у рок-музиці. Він сильно вплинув на постпанк, нойз-рок та альтернативний рок, а також на рок-гітарну гру в цілому. Такі гурти, як Joy Division та Killing Joke, посилалися на його вплив.

## Трек-лист
| Сторона А | Сторона А        | Сторона А                  | Сторона А                                            | Сторона А  |
| #         | Назва            | Автор слів                 | Автор музики                                         | Тривалість |
| --------- | ---------------- | -------------------------- | ---------------------------------------------------- | ---------- |
| 1.        | «Pure»           |                            | Сьюзі Сью, Стівен Северін, Джон Маккей, Кенні Морріс | 1:50       |
| 2.        | «Jigsaw Feeling» | Северін                    | Маккей, Северін                                      | 4:39       |
| 3.        | «Overground»     | Северін                    | Маккей                                               | 3:50       |
| 4.        | «Carcass»        | Сьюзі, Северін             | Сьюзі, Пітер Фентон                                  | 3:49       |
| 5.        | «Helter Skelter» | Джон Леннон, Пол Маккартні | Леннон, Маккартні                                    | 3:46       |

| Сторона Б | Сторона Б                      | Сторона Б  | Сторона Б    | Сторона Б  |
| #         | Назва                          | Автор слів | Автор музики | Тривалість |
| --------- | ------------------------------ | ---------- | ------------ | ---------- |
| 6.        | «Mirage»                       | Северін    | Маккей       | 2:50       |
| 7.        | «Metal Postcard (Mittageisen)» | Сьюзі      | Маккей       | 4:14       |
| 8.        | «Nicotine Stain»               | Сьюзі      | Северін      | 2:58       |
| 9.        | «Suburban Relapse»             | Сьюзі      | Маккей       | 4:12       |
| 10.       | «Switch»                       | Сьюзі      | Маккей       | 6:52       |

| Бонус-треки ремастированого CD-видання 2006 року | Бонус-треки ремастированого CD-видання 2006 року | Бонус-треки ремастированого CD-видання 2006 року | Бонус-треки ремастированого CD-видання 2006 року | Бонус-треки ремастированого CD-видання 2006 року |
| #                                                | Назва                                            | Автор слів                                       | Автор музики                                     | Тривалість                                       |
| ------------------------------------------------ | ------------------------------------------------ | ------------------------------------------------ | ------------------------------------------------ | ------------------------------------------------ |
| 11.                                              | «Hong Kong Garden» (7" A-side)                   | Сьюзі                                            | Сьюзі, Северін, Маккей, Морріс                   | 2:55                                             |
| 12.                                              | «The Staircase (Mystery)» (7" A-side)            | Сьюзі                                            | Сьюзі, Северін, Маккей, Морріс                   | 3:15                                             |

| Бонус-диск Deluxe Edition ремастированого CD-видання 2005 року | Бонус-диск Deluxe Edition ремастированого CD-видання 2005 року | Бонус-диск Deluxe Edition ремастированого CD-видання 2005 року | Бонус-диск Deluxe Edition ремастированого CD-видання 2005 року | Бонус-диск Deluxe Edition ремастированого CD-видання 2005 року |
| #                                                              | Назва                                                          | Автор слів                                                     | Автор музики                                                   | Тривалість                                                     |
| -------------------------------------------------------------- | -------------------------------------------------------------- | -------------------------------------------------------------- | -------------------------------------------------------------- | -------------------------------------------------------------- |
| 1.                                                             | «Make Up to Break Up» (Riverside session)                      | Сьюзі                                                          | Сьюзі, Северін, Фентон, Морріс                                 | 4:31                                                           |
| 2.                                                             | «Love in a Void» (John Peel Session 1)                         | Severin                                                        | Сьюзі, Северін, Фентон, Морріс                                 | 2:38                                                           |
| 3.                                                             | «Mirage» (John Peel Session 1)                                 |                                                                |                                                                | 2:40                                                           |
| 4.                                                             | «Metal Postcard (Mittageisen)» (John Peel Session 1)           |                                                                |                                                                | 3:33                                                           |
| 5.                                                             | «Suburban Relapse» (John Peel Session 1)                       |                                                                |                                                                | 3:03                                                           |
| 6.                                                             | «Hong Kong Garden» (John Peel Session 2)                       |                                                                |                                                                | 2:41                                                           |
| 7.                                                             | «Overground» (John Peel Session 2)                             |                                                                |                                                                | 3:12                                                           |
| 8.                                                             | «Carcass» (John Peel Session 2)                                |                                                                |                                                                | 3:42                                                           |
| 9.                                                             | «Helter Skelter» (John Peel Session 2)                         |                                                                |                                                                | 3:28                                                           |
| 10.                                                            | «Metal Postcard» (Pathway demo)                                |                                                                |                                                                | 4:04                                                           |
| 11.                                                            | «Suburban Relapse» (Pathway demo)                              |                                                                |                                                                | 3:54                                                           |
| 12.                                                            | «The Staircase (Mystery)» (Pathway demo)                       |                                                                |                                                                | 3:06                                                           |
| 13.                                                            | «Mirage» (Pathway demo)                                        |                                                                |                                                                | 2:55                                                           |
| 14.                                                            | «Nicotine Stain» (Pathway demo)                                |                                                                |                                                                | 3:07                                                           |
| 15.                                                            | «Hong Kong Garden» (7" Single Version)                         |                                                                |                                                                | 2:54                                                           |
| 16.                                                            | «The Staircase (Mystery)» (7" Single Version)                  |                                                                |                                                                | 3:15                                                           |

## Чарти
| Чарт (1978—1980)                      | Пікова позиція |
| ------------------------------------- | -------------- |
| Australian Albums (Kent Music Report) | 63             |
| Велика Британія UK Albums (OCC)       | 12             |

## Сертифікації
| Регіон                                             | Сертифікація | Продажі |
| -------------------------------------------------- | ------------ | ------- |
| Велика Британія (BPI)                              | Срібний      | 60 000^ |
| ^відвантаження, що базуються лише на сертифікаціях |              |         |

## Персоналії
Siouxsie and the Banshees
- Сьюзі Сью — вокал, продюсування
- Стівен Северін — бас-гітара, продюсування
- Джон Маккей — гітари, саксофон, продюсування
- Кенні Морріс — барабани, перкусія, продюсування

Технічний персонал
- Стів Ліллівайт — продюсування, зведення
- Siouxsie and the Banshees — концепція дизайну
- Пол Вейкфілд — фото